# Marcantonio Cinuzzi
Marcantonio Cinuzzi (1503-1592) fue un traductor  y escritor de Italia.

## Biografía
Cinuzzi descendía de una familia de Siena, se sabe poco de su vida y mucho de su obra, y el último superviviente de esta familia fue Fedro Cinuzzi nieto de Cinuzzi quien el 27 de noviembre de 1672 regaló a la Compañía de la Virgen bajo el Hospital un bello cuadro representando la Santa Familia pintado por Giovanni  Antonio Razzi (1479-1554) en la iglesia de San Francisco de Siena, conocido como el caballero Sodoma, nacido en Vergelli, Siena, sobresaliendo en su obra una tabla el «Sacrifico de Abraham» que había pintado para la catedral de Pisa que se hallaba en 1814 en el Museo del Louvre, fracasando Razzi en el Vaticano al querer rivalizar con Rafael Sanzio en sus frescos sobre la vida de Alejandro Magno.
Cinuzzi dejó a la estampa la traducción del rapto de Proserpina de Claudiano reimpresa en Siena que se puede encontrarse en la obra de Pandolfo Spannocchi «Arte poetica d'Orazio» en versos sueltos, Siena, 1717, con prefacio del doctor Claudio Vaselli con manuscrito de Antonio Francesco Marmi (1665-1736) y una carta de Claudio Tolomei (1492-1555) a Cinuzzi autor Tolomei de «Il Cesano de la lingua toscana», Firenze, 1996, una traducción manuscrita de Prometeo de Esquilo que se ubicaba en el Vaticano, una canción de advertenciass contra el turco, una canción en honor del duque de Urbino, una canción en honor al duque de Toscana, una canción en honor al nacimiento de Felipe de Médici , una canción dedicada a  Carlos I de España y Francisco I de Francia, una canción dedicada a Santa Caterina virgen de Siena, un poema contra el papa Clemente VII, versos pastorales, oda espiritual, poesías varias y una obra de disciplina militar antigua y moderna.
La traducción de la obra de Claudiano realizada por Cinuzzi es comentada por Girolamo Tiraboschi sin distinguirla de otra de G. Bevilacqua, de otra Livio Sanuto (1520-1576) «La rapina di Proserpina di Livio Sanuto», Venecia, 1551 y de otra Annibale Nozzoloni autor de «Rime di Annibale Nozzoloni», Luca, 1560, dio noticia de la traducción de Prometeo León Alacio en su «Dramaturgia» estando al mismo tiempo una copia en la biblioteca del duque de Urbino y el Vaticano, Uberto Benvoglienti (1668-1733) dice que en el Colegio de Santa Trinidad de Inglaterra se hallaba una copia en inglés de la cincuenta odas de  Cinuzzi y una copia la poseía el abab Giovanni Battista Catena, erudito en lingüística y teólogo del siglo XVIII autor de «Lezioni di lingua toscana», Venecia, 1744 y «Lettere del cardinale Gio. di Medici figlio di Cosimo I,..», Roma, 1752, dan noticia de obras de Cinuzzi Filippo Argelati (1685-1755) en «Biblioteca degli volgarizzatori», Milano, 1767, 5 vols. y Giusto Fontanini (1666-1736) en «Biblioteca dell'eloquenza italiana», Parma, 1803, 2 vols., sonetos de Cinuzzi aparecen en el «Codice Miscellaneo» de la biblioteca comunal de Siena con anotaciones y notas marginales de Belisario Bulgarini en la primera parte de la obra de Jacopo Mazzoni (1548-1598) «La Difesa di Dante», y sobre una obra de Cinuzzi la recoge Agostino Ferentilli en su trabajo «Scelta di stanze di diversi autori toscani».

## Obra
- Il rapimento di Proserpina di Claudiano, tradotto, 1542 (también Venecia, 1608, traducción en vulgar toscano)
- Il Prometeo d'Eschilo
- Canzoni (1583):
  - A Carlo V imperatore ed a FrancescoI. Re di Francia
  - A Filippo d'Austria. Esortazione contro i turchi
  - A Don Giovanni d'Austria.....
  - Per la coronazione di Cosimo di Medici,..
  - Per la nativita di Don Filippo di Medici,...
  - In Iode del Duca d'Urbino
  - A Sante Caterina vergine di Siena'
- Adone e Cinzia, 1536.
- Odi spirituali
- Odi cinquanta
- La Papeide
- Stanze
- Lettera a Bernardino Buoninsegni,..., 1547.
- Sonetti, 1564.
- Nicola Francesco Haym atribuye en su obra «Biblioteca italiana», Venezia, 1728 a Cinuzzi Della disciplina militare antica e moderna, Siena, 1620. (otros la atribuyen al capitán y después general Imperiale Cinuzzi (-1665), de familia  noble, auditor de Alejandro Farnesio en Flandes que trata de los preparativos para hacer la guerra, el orden, la ley , los premios militares, deberes del soldado y del oficial y cualidades del Comandante de un ejército)